# Sha Na Na
 (septembre 2018).
Si vous disposez d'ouvrages ou d'articles de référence ou si vous connaissez des sites web de qualité traitant du thème abordé ici, merci de compléter l'article en donnant les références utiles à sa vérifiabilité et en les liant à la section « Notes et références ».
Sha Na Na est un groupe parodique de « revival » rock 'n' roll américain, composé d'étudiants de l'université Columbia à New York. Il s'illustra au festival de Woodstock et fit une apparition dans le film Grease.

## Discographie
- Woodstock Festival Soundtrack (1969)
- Rock And Roll Is Here to Stay (1969)
- Sha Na Na (1971)
- The Night Is Still Young (1972)
- Live in Belgium, With Francis Bay & His Orchestra (1972), bootleg
- The Golden Age of Rock ’N’ Roll (1973)
- From the Streets of New York (1973)
- Sha Na Na Live in Germany (TV: Musikladen), 1973 (DVD, CD+VCD)
- Hot Sox (1974)
- Sha Na Now (1975)
- Rock’n Roll Graffiti - Live In Japan (1975)
- Grease Soundtrack (1978) (inclut six morceaux des Sha Na Na)
- Rockin’ in the 80’s (1980)
- Silly Songs (1981)
- Rock ’n’ Roll Concert & Party (1987), (VHS)
- The Sha Na Na 25th Anniversary Collection (1993) (Avec 8 morceaux du précédent album)
- Live in Concert (late 80’s / early 90’s concerts) (199?) (1 CD, 2 cassettes, or 1 DVD)
- Rock ‘n’ Roll Dance Party (20 morceaux en 1996; 16 morceaux en 1998)
- Then He Kissed Me (with Conny), (1999), Japon
- Live in Japan (with Conny) (2000), enregistré en Novembre 1999, Japon
- Rockin’ Christmas (2002)
- One More Saturday Night (2006)
- 40th Anniversary - Collector's Edition (2009)